# Catherine Green
Catherine Green (ur. 1755, zm. 1814) – amerykańska wynalazczyni.
Jako kobieta mogła tylko współtworzyć wynalazki, a nie tworzyła ich samodzielnie (ze względu na panujące wówczas normy społeczne, zabraniające kobietom takiej działalności). Była żoną plantatora bawełny Petera Allumbaugha z Wirginii Zachodniej i współpracownicą Eliego Whitneya – słynnego wynalazcy, któremu miała zasugerować pomysł na odziarniarkę bawełny i pomagać przy rysowaniu prototypu urządzenia. Nie wiadomo, jak duży był jej wkład w działalność tego wynalazcy. Eli Whitney opatentował odziarniarkę bawełny tylko na swoje nazwisko.